# 二十里堡街道
二十里堡街道，是中华人民共和国辽宁省大連市金州区下辖的一个乡镇级行政单位。

## 行政区划
二十里堡街道下辖以下地区：
二十里社区、十三里社区、前半拉社区、韩家社区、广宁寺社区、刘半沟社区、赵家社区、三台子社区、三房身社区、钟家社区、富岭社区和金北社区。